# Sommer-Paralympics 2016/Teilnehmer (Belgien)
| stlisierte Goldmedaille | stlisierte Silbermedaille | stlisierte Bronzemedaille |
| ----------------------- | ------------------------- | ------------------------- |
| 5                       | 3                         | 3                         |

Belgien nahm an den Paralympischen Spielen 2016 in Rio de Janeiro (7. bis 18. September) mit einer Delegation aus 29 Athleten teil.

## Teilnehmer nach Sportart

### Boccia
- Pieter Cilissen
- Kenneth Verwimp
- Kirsten De Laender

### Leichtathletik
- Livia De Clercq
- Peter Genyn
Gold  100 m T51
Gold  400 m T51
- Marieke Vervoort
Bronze  100 m T52
Silber  400 m T52
- Joyce Lefevre
- Basile Meunier

### Radsport
- Kris Bosmans
Silber  Straßenrennen C3
- Jean-François Deberg
Bronze  Staffel
- Christophe Hindricq
Bronze  Staffel
- Diederick Schelfhout
- Tim Celen
- Griet Hoet
- Jonas Van de Steene
Bronze  Staffel

### Reiten
- Michèle George
Gold  Kür Grade IV
Silber  Championshipset Grade IV
- Barbara Minneci
- Eveline Van Looveren
- Ciska Vermeulen

### Schwimmen
- Sven Decaesstecker
- Michelle Franssen
- Maarten Libin
- Yannick Vandeput

### Rollstuhltennis
- Joachim Gérard
Bronze  Einzel
- Mike Denayer

### Tischtennis
- Laurens Devos
Gold  Einzel TT9
- Marc Ledoux
- Mathieu Loicq
- Florian Van Acker
Gold  Einzel TT11